# Eucratonyx meinerti
Eucratonyx meinerti är en mångfotingart som först beskrevs av Pocock 1889. Eucratonyx meinerti ingår i släktet Eucratonyx och familjen Eucratonychidae.
Artens utbredningsområde är Myanmar. Inga underarter finns listade i Catalogue of Life.